# Dalpenang
Dalpenang is een bestuurslaag in het regentschap Sampang van de provincie Oost-Java, Indonesië. Dalpenang telt 5708 inwoners (volkstelling 2010).